# 受話方
受話方是回應電話來電的人或是設備，打電話出去的人或設備則稱為發話方。
有時受話方會不止一個（例如電話會議），不過在一些系統中，會由第一個發話方撥電話給第一個受話方，第一個受話方再撥電話給第二個受話方……，但大家都可以聽到彼此的聲音。
一般而言，電話費是由發話方支付，受話方不需付費，不過受話方付費電話則相反，是由受話方付費，像免費電話也是由受話方付費。
像加拿大或是中國大陸等國家，移動電話的用戶在接電話時需支付一定的費用。不過在歐洲或其他國家，中間的網路交換器費用完全是由發話方支出，受話方不需付費。若移動電話在國際漫遊時，接電話時要支付國際電話的費用，此時發話方（打電話到國際漫遊移動電話的人）只要支付一般的移動電話費用。